# Nikos Ikonomopulos
Nikolaos „Nikos” Ikonomopulos (gr. Νικολάος „Νίκος” Οικονομόπουλος; ur. 30 czerwca 1984 w Patras) – grecki piosenkarz.

## Życiorys
Urodził się 30 czerwca 1984 w Patras, a dorastał w sąsiadującym z nim mieście Kato Achaia. Na początku kariery muzycznej śpiewał w mniejszych miastach, pracował też jako rybak oraz dorabiał w pizzerii.
Jesienią 2006 zwyciężył w finale drugiej edycji programu Dream Show – the Music emitowanym na kanale Alpha TV. 15 listopada 2007 wydał swój debiutancki album studyjny pt. Proti agapi, który promował przebojami: „Ola gia sena”, „Den eisia entaxei”, „Koita na mathaineis” i „Afto to asteri”. W czerwcu 2008 zdobył nagrodę na gali MAD Video Music Awards 2008 w kategorii „Najlepszy nowy artysta”. 18 grudnia wydał drugi album pt. Akousa..., który promował singlem „Kai mi girizeis”. Za sprzedaż albumu otrzymał status złotej płyty. W czerwcu 2009 odebrał nagrodę na gali MAD Video Music Awards w kategorii „Najlepszy wideoklip laiko współczesnego” za teledysk do piosenki „Ola gia sena”. W grudniu tego samego roku wydał album pt. Katatesi psihis, która pokryła się platyną w kraju. Album promował singlami: „Ti ta kano me sena”, „Katatesi psihis”, „Mu ’pe mia psihi” i „Enas teos kserei”.

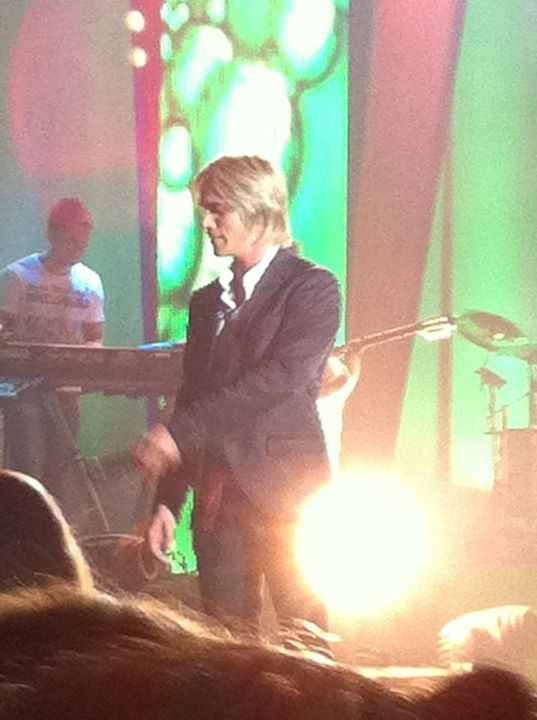
Nikos Ikonomopulos podczas koncertu w lipcu 2011

Wiosną 2010 podpisał kontrakt płytowy z wytwórnią Minos EMI. W ciągu kolejnych miesięcy koncertował z wykonawcami, takimi jak Kostas Martakis, Nino czy Ioakeim Fokas. Na początku grudnia wydał album pt. Doro gia sena, który tydzień po premierze uzyskał status platyny w kraju, a w 2011 – potrójnej platyny. W grudniu 2011 wydał album pt. Ta eimai edo, na którym znalazły się przeboje: „Kai ti egine”, „Kali kardia”, „Psaxe me” i „Exartimenos”. Krążek okazał się komercyjnym przebojem, odebrał za niego certyfikat poczwórnie platynowej płyty za sprzedaż w Grecji. Również w 2011 występował w klubie nocnym Fever razem z Despiną Vandi, Demy i Elli Kokkinu. 
Latem 2012 koncertował razem z Peggy Ziną, a w połowie grudnia wydał album pt. Ennoeitai, który został wyróżniony certyfikatem podwójnej platyny. 6 grudnia 2013 wydał album pt. Ilikrina, na którym umieścił single: „Exaitias su”, „Mi figis tora”, „Se lipame” i „Na skepazesai ta vradia”. Dziesięć dni po premierze krążek zdobył status podwójnej platynowej płyty; ostatecznie pokrył się czterokrotną platyną. Latem 2014 zagrał serię koncertów z Leną Papadopulu, a w połowie listopada tego samego roku wydał album pt. Gia hilious logus. Album promował singlami: „Pote” i tytułowy „Gia hilious logus”. Krążek pokrył się czterokrotną platyną w kraju.
W kwietniu 2015 wydał pierwszy album kompilacyjny pt. I mejaliteres epitichies, na którym umieścił swoje największe przeboje. W grudniu zaprezentował album studyjny pt. Ena mikrofono ki ego, który promował singlami: „An ponas”. W listopadzie 2016 opublikował singiel „Ine kati laika”.

## Dyskografia
Albumy studyjne
- Proti agapi (2007)
- Akousa... (2008)
- Katathesi psihis (2009)
- Doro gia sena (2010)
- Ta eimai edo (2011)
- Ennoeitai (2012)
- Ilikrina (2013)
- Gia hilious logus (2014)
- Ena mikrofono ki ego (2015)

Albumy kompilacyjne
- I mejaliteres epitichies (2015)